# Joachim Rohdin
Carl Joachim Rohdin, född 3 oktober 1991 i Gävle, är en svensk professionell ishockeyspelare som spelar för Nybro Vikings IF i Hockeyallsvenskan. Rohdin gjorde SHL-debut (dåvarande Elitserien) med Brynäs IF i december 2009. Efter att ha etablerat sig i ligan och vunnit SM-guld med klubben säsongen 2011/12, spelade han en säsong vardera för Timrå IK, Linköping HC och Färjestad BK. Han har sedan tidigare också spelat en handfull matcher i Hockeyallsvenskan, då han blivit utlånad till både Mora IK och Malmö Redhawks.
Mellan säsongerna 2015/16 och 2017/18 spelade han för Karlskrona HK i SHL. Då klubben degraderats till Hockeyallsvenskan stod det klart i april 2018 att Rohdin återvänt till Brynäs IF, där han spelade under två säsonger. Mellan 2020/21 och 2022/23 spelade Rohdin i finska Liiga där han representerade både Mikkelin Jukurit och Ässät. Han inledde säsongen 2023/24 med att spela för Karlskrona HK innan han anslöt till den tjeckiska klubben BK Mladá Boleslav. Den följande säsongen återvände han till Finland och spelade för Kiekko-Espoo. Sedan 2025 spelar han för Nybro.

## Karriär

### 2008–2015: Början av karriären
Rohdin påbörjade sin ishockeykarriär med moderklubben Gävle GIK. Under sina juniorår spelade han för Brynäs IF ungdoms- och juniorlag. Under den här tiden tog Rohdin ett JSM-guld och ett JSM-silver med Brynäs IF J20. Säsongen 2008/09 besegrades HV71 med 2–0 i matcher i finalserien, medan man säsongen därpå besegrades av Leksands IF med 3–4 i finalen. Rohdin gjorde SHL-debut den 10 december 2009 i en match mot HV71. Under denna säsong spelade han totalt sex matcher för Brynäs och gick poänglös ur samtliga av dessa matcher.
Säsongen 2010/11 varvade Rohdin spel med Brynäs i SHL och med klubbens J20-lag. Under sex matcher var han också utlånad till Mora IK i Hockeyallsvenskan, där han gjorde debut den 16 oktober 2010 i en match mot Bofors IK. På dessa sex matcher noterades han för tre assistpoäng. Han återvände sedan till Brynäs och spelade totalt 13 grundseriematcher i SHL. I slutspelet var Rohdin ordinarie i Brynäs A-lag och fanns med i truppen i samtliga slutspelsmatcher. Laget slogs dock ut i kvartsfinal av Färjestad BK med 4–1 i matcher. I vad som kom att bli Brynäs sista match för säsongen, noterades Rohdin för sitt första mål i SHL, på Alexander Salák, i en 4–3-förlust mot Färjestad BK den 16 mars 2011.
Den 19 maj 2011 meddelades det att Rohdin förlängt sitt avtal med Brynäs med ytterligare en säsong. Därefter spelade han sin första hela säsong i SHL och noterades för ett mål på 54 grundseriematcher. Laget slutade på fjärde plats i grundserietabellen och slog sedan ut både Frölunda HC och Färjestad BK i kvarts-, respektive semifinal, innan man också besegrade Skellefteå AIK med 4–2 i finalserien. På 17 slutspelsmatcher noterades Rohdin för tre gjorda mål, varav två gjordes i den första finalmatchen.
Den 24 april 2012 skrev Rohdin ett tvåårskontrakt med Timrå IK. Timrå slutade näst sist i grundserietabellen och på 53 matcher noterades Rohdin för åtta mål och åtta assistpoäng. Laget degraderades sedan till Hockeyallsvenskan sedan man slutat på tredje plats i Kvalserien till Elitserien i ishockey 2013. Han bröt dock kontraktet efter en säsong i klubben och skrev istället på för Linköping HC. Rohdin spelade samtliga 55 grundseriematcher och noterades för 14 poäng, varav sex mål. Laget nådde sedan SM-semifinal genom att slå ut Modo Hockey (2–0) och Frölunda HC (4–3) i play-in och kvartsfinal. I semifinalserien föll Linköping mot Skellefteå AIK med 4–1 i matcher. På 14 slutspelsmatcher noterades Rohdin för ett mål. I slutet av april 2014 meddelades det att Linköping brutit avtalet med Rohdin.
Färjestad BK bekräftade den 30 april 2014 att man värvat Rohdin. Rohdin tillbringade endast en säsong i klubben, där han på 50 grundseriematcher stod noterad för fem mål och två assistpoäng. Under säsongens gång blev han också under två matcher utlånad till Malmö Redhawks i Hockeyallsvenskan, där han stod för två mål.

### Från 2015: Senare år

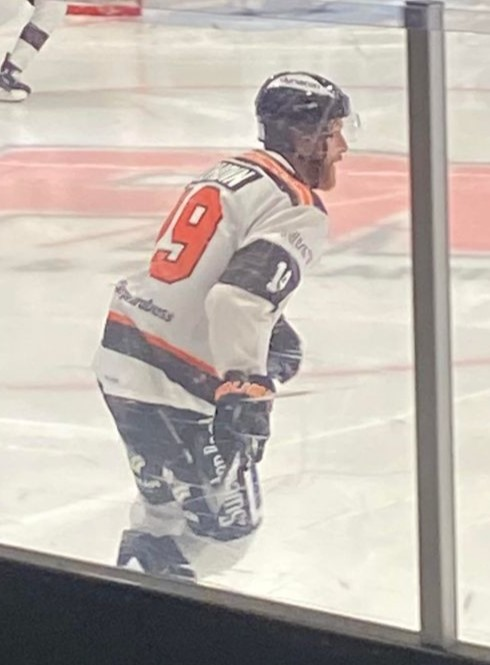
Rohdin med Karlskrona HK 2023.

Rohdin skrev den 23 april 2015 ett tvåårsavtal med Karlskrona HK. Han gjorde därefter sin dittills bästa säsong i SHL poängmässigt då han noterades för 23 poäng på 52 grundseriematcher (9 mål, 14 assist). Laget slutade dock på sista plats i grundserien och tvingades kvala för att hålla sig kvar i SHL. Den 15 mars 2017 meddelade Karlskrona att man förlängt avtalet med Rohdin med ytterligare två år. I en match mot Örebro HK den 2 november samma år noterades Rohdin för sitt första hat trick i SHL, då Karlskrona vann med 6–3. Säsongen kom att bli Rohdins poängmässigt bästa i SHL, då han på 49 grundseriematcher stod för 24 poäng (9 mål, 15 assist). Karlskrona slutade sist i grundserien och degraderades kort därefter till Hockeyallsvenskan sedan man tappat en 3–1-ledning till 3–4 i matcher mot Timrå IK i direktkvalet till SHL.
Den 20 april 2018 bekräftades det att Rohdin återvänt till Brynäs IF, med vilka han skrivit ett tvåårskontrakt. Efter dessa två år lämnade han klubben och den 31 juli 2020 skrev han för första gången i karriären på för ett lag utomlands – finska Mikkelin Jukurit i Liiga. Med 17 mål på 55 grundseriematcher vann Rohdin lagets interna skytteliga och slutade på tredje plats i lagets interna poängliga (25). Den 27 juli 2021 stod det klart att han förlängt sitt avtal med klubben med ytterligare en säsong. Rohdin spelade samtliga 60 grundseriematcher och förbättrade sin poängnotering från föregående säsongs grundserie till 30 poäng (16 mål, 14 assist). Trots att klubben slutade på andra plats i grundserien, slogs man ut i kvartsfinalserien mot åttonde placerade Kookoo med 4–3 i matcher. På dessa sju matcher noterades Rohdin för en assistpoäng.
Den 1 augusti 2022 bekräftades det att Rohdin skrivit ett ettårsavtal med Ässät. I grundserien stod han för 26 poäng på 60 grundseriematcher och var den i laget med sämst plus/minus-statistik. Han slutade på tredje plats i lagets interna skytteliga med elva mål. Ässät tog sig till slutspel och slog i wild card-rundan ut HC TPS med 2–1 i matcher. Därefter besegrades man av Ilves med 4–1 i kvartsfinalserien. I slutspelet var Rohdin Ässäts näst poängbästa spelare med fem poäng på åtta matcher. Med tre mål vann han, tillsammans med Lenni Hämeenaho och Jesse Joensuu, lagets skytteliga i slutspelet.
Den 28 september 2023 stod det klart att Rohdin återvänt till Sverige och Karlskrona HK, nu i Hockeyettan. I grundseriens andra omgång noterades Rohdin för ett hat trick då Mörrums GoIS IK besegrades med 7–1. Rohdin spelade totalt fem matcher för klubben och noterades för sju mål och två assistpoäng. Han var Karlskronas poängmässigt bästa spelare då det bekräftades i mitten av oktober 2023 att Rohdin lämnat klubben för spel med tjeckiska BK Mladá Boleslav i Extraliga. Laget slutade näst sist i serien och misslyckades därmed att ta sig till slutspel. På 39 grundseriematcher stod Rohdin för sju poäng, varav fyra mål.
Den 8 maj 2024 bekräftades det att Rohdin återvänt till finska Liiga då han skrivit ett ettårsavtal med nykomlingen Kiekko-Espoo. Han missade endast två matcher av grundserien och stod för 14 mål och lika många assistpoäng. Laget slutade på åttonde plats och i det följande slutspelet slogs man omedelbart ut av Tappara med 3–2 i matcher.
Den 26 maj 2025 meddelades det att Rohdin återvänt till Sverige då han skrivit ett tvåårsavtal med Nybro Vikings IF i Hockeyallsvenskan.

## Statistik
| 2009–10                  | Brynäs IF                | SHL                      | 6   | 0  | 0  | 0   | 0   | —  | — | — | — | —  |
| 2010–11                  | Brynäs IF                | SHL                      | 13  | 0  | 0  | 0   | 2   | 5  | 1 | 0 | 1 | 2  |
| 2010–11                  | Mora IK                  | HA                       | 6   | 0  | 3  | 3   | 2   | —  | — | — | — | —  |
| 2011–12                  | Brynäs IF                | SHL                      | 54  | 1  | 0  | 1   | 20  | 17 | 3 | 0 | 3 | 4  |
| 2012–13                  | Timrå IK                 | SHL                      | 53  | 8  | 8  | 16  | 20  | 7  | 1 | 0 | 1 | 2  |
| 2013–14                  | Linköping HC             | SHL                      | 55  | 6  | 8  | 14  | 30  | 14 | 1 | 0 | 1 | 6  |
| 2014–15                  | Färjestad BK             | SHL                      | 50  | 5  | 2  | 7   | 16  | 3  | 1 | 0 | 1 | 2  |
| 2014–15                  | Malmö Redhawks           | HA                       | 2   | 2  | 0  | 2   | 0   | —  | — | — | — | —  |
| 2015–16                  | Karlskrona HK            | SHL                      | 52  | 9  | 14 | 23  | 18  | 5  | 0 | 1 | 1 | 4  |
| 2016–17                  | Karlskrona HK            | SHL                      | 52  | 9  | 9  | 18  | 36  | —  | — | — | — | —  |
| 2017–18                  | Karlskrona HK            | SHL                      | 49  | 9  | 15 | 24  | 41  | 7  | 1 | 1 | 2 | 8  |
| 2018–19                  | Brynäs IF                | SHL                      | 52  | 5  | 9  | 14  | 18  | —  | — | — | — | —  |
| 2019–20                  | Brynäs IF                | SHL                      | 43  | 1  | 1  | 2   | 37  | —  | — | — | — | —  |
| 2020–21                  | Mikkelin Jukurit         | Liiga                    | 55  | 17 | 8  | 25  | 26  | —  | — | — | — | —  |
| 2021–22                  | Mikkelin Jukurit         | Liiga                    | 60  | 16 | 14 | 30  | 18  | 7  | 0 | 1 | 1 | 10 |
| 2022–23                  | Ässät                    | Liiga                    | 60  | 11 | 15 | 26  | 30  | 8  | 3 | 2 | 5 | 2  |
| 2023–24                  | Karlskrona HK            | Div. 1                   | 5   | 7  | 2  | 9   | 0   | —  | — | — | — | —  |
| 2023–24                  | BK Mladá Boleslav        | Extraliga                | 39  | 4  | 3  | 7   | 12  | —  | — | — | — | —  |
| 2024–25                  | Kiekko-Espoo             | Liiga                    | 58  | 14 | 14 | 28  | 28  | 5  | 0 | 2 | 2 | 2  |
| SHL totalt               | SHL totalt               | SHL totalt               | 436 | 52 | 65 | 117 | 201 | 39 | 6 | 0 | 6 | 14 |
| Liiga totalt             | Liiga totalt             | Liiga totalt             | 233 | 58 | 51 | 109 | 102 | 20 | 3 | 5 | 8 | 14 |
| Hockeyallsvenskan totalt | Hockeyallsvenskan totalt | Hockeyallsvenskan totalt | 8   | 2  | 3  | 5   | 2   | —  | — | — | — | —  |